# Вулиця Миколаївська (Маріуполь)
Вулиця Микола́ївська — старовинна вулиця в історичному центрі міста Маріуполь (Центральний районі).

## Історія

Миколаївська вулиця, початок біля Базарної площі, поштівка початку 20 ст.

Центральний ринок

Вулиця названа на честь Св. Миколая, єпископа з міста Мир в Лікії (нині Демре, Туреччина). Католики вшановують його як Сан Ніколо з Барі, де в містечку Барі на півдні Італії зберігають мощі святого.
Невеликі за розмірами квартали історичної частини Маріуполя обумовили надзвичайну близькість вулиці Миколаївської до центру міста, Міського скверу з театром та Центрального ринку Маріуполя. Миколаївська вулиця має протяжність в напрямку схід-захід і пов'язує два ринки — колишній на старовинній Базарній площі і нинішній — Центральний ринок. Одна з вулиць Маріуполя, котра була зафіксована на фото і поштівці капіталістичного початку 20 ст.
За часів СРСР первісно носила назву вулиця Леніна. Але після найменування Катерининської вулиці проспектом Леніна назва була скасована і змінена на вул. Донбаська.
Вулиця мала важливу транспортну роль, бо пов'язувала центр міста з поселенням Слобідка, Залізничним вокзалом Маріуполя та пляжами міста на березі Азовського моря. Знищення трамвайної лінії по вулиці Миколаївській погано відбилося на поселенні Слобідка, котра перетворилась на захаращений і покинутий, депресивний район міста.

## Основні будівлі
- «Міськгаз». Блок триповерхової споруди з внутрішнім двором відведений під «Міськгаз». Його побудували на місці зруйнованих приватних будинків доби сецесії, колишньої міської друкарні та Будинку колгоспника. Останній виконував роль малого готельчика-прихистка для найбідніших верств населення СРСР, щось середнє між поганим готелем та прихистком для безхатьків[1].
- Будинок артілі інвалідів «Донбас». Одне з небагатьох кустарних виробництв для інвалідів міста Маріуполь повоєнної пори, в дворі якого були невеликі ремісничі майстерні. Виробництво ліквідували, а його приміщення передали управлінню «Відділбуд».
- Колишня водолікарня. Один із медичних закладів радянського періоду міста. Вибудоване для водолікарні напередодні 1941 року коштом заводу Азовсталь. Тут лікували хворих водами, що пропустили через шлаки металургійного виробництва того ж заводу Азовсталь. 1943 року споруду спалили німецькі фашисти під час відступу з міста. Водолікарню відновлювали частинами. Саме тут в повоєнний період розмістили Спілку художників Маріуполя, в тому числі і репресованих за часів сталінського режиму (скульптор Лавров Георгій Дмитрович та ін.) Саме тут діяла скульптурна майстерня, де виготовляли погруддя російських і радянських письменників і науковців (Пушкін, Горький, Белінський, Попов, Мічурін тощо). Погруддя прикрасили сквер в Кальміуському районі міста біля вулиці Радіна. За фактичною ліквідацією скверу без відновлення в Кальміуському районі — погруддя роботи репресованих майстрів перенесені до Міського саду в Центральному районі[1].
- Синагога. Одна із випадково збережених синагог історичного Маріуполя. Двоповерхова споруда зі світлої цегли доби сецесії. За часів СРСР синагогу закрили і віддали під виробництво кравців «Вільна праця», згодом тут розмістили дитячий садок робітниць Швацької фабрики Маріуполя. За часів незалежності України — релігійний заклад протестантського спрямування[1]. Синагога на Миколаївській — перша за роком виникнення в Маріуполі. За даними книги «Мариуполь и его окрестности», цей сакральний заклад вибудували з ініціативи маріупольського ремісника Абрама Фреймана ще 1864 року. Наприкінці 19 ст. єврейська діаспора Маріуполя в дворику навпроти синагоги вибудувала двоповерховий будинок. Другий поверх займала толмуд-тора — початкова школа для хлопчиків-євреїв, а на першому — була облаштована міква — ритуальна лязня[1].
- Колишня лазня. Первісно була ритуальною для правовірних юдеїв. Була перетворена за часів СРСР на звичну лазню для будь-кого. Лазня ліквідована.
- Колишній відділ швидкої медичної допомоги. Був розташований на вул. Миколаївській (тоді Донбаській). В повоєнний період після 1945 року, коли медична галузь СРСР фінансувалась за залишковим принципом, відділ швидкої медичної допомоги надавав примітивну первісну медичну допомогу. Виклики приймав диспетчер безпосередньо від родичів хворого. Фельдшер або лікар діставався помешкання хворих — бричкою із запряженим конем[1].
- Перехід по вул. Харлампіївській до Палацу Молоді (колишній готель «Континенталь» і згодом Палац культури Азовсталь)
- Телеграф (колишній центральний). Одноповерхова цегляна споруда доби сецесії, де містився первісний телеграф міста. Телеграф перенесено до Будинку зв'язку, вибудованому в 1960-ті роки на розі вулиці Казанцева і проспекту Леніна.
- Загальноосвітня школа № 11. Споруда школи — колись Маріупольська Маріїнська жіноча гімназія. Належить до найдавніших шкільних закладів міста Маріуполь, добудованих і які дійшли до 21 ст.
- Радіаторний завод.
- Кондитерська фабрика
- Центральний ринок.

## Перетин з іншими вулицями та міськими ділянками
- Вулиця Торгова
- Вулиця Харлампіївська
- Вулиця Грецька
- Вулиця Куїнджі
- Вулиця Архітектора Нільсена
- Проспект Металургів
- Вулиця Казанцева